# Бојкин (Јужна Каролина)
Бојкин (енгл. Boykin) насељено је место без административног статуса у америчкој савезној држави Јужна Каролина.

## Демографија
По попису из 2010. године број становника је 100.
| Група             | 2000.    | 2010.      |
| Белци             | 0 (0,0%) | 74 (74,0%) |
| Афроамериканци    | 0 (0,0%) | 6 (6,0%)   |
| Азијати           | 0 (0,0%) | 0 (0,0%)   |
| Хиспаноамериканци | 0 (0,0%) | 16 (16,0%) |
| Укупно            | 0        | 100        |